# Office central de lutte contre les atteintes à l'environnement et à la santé publique
L'Office central de lutte contre les atteintes à l’environnement et à la santé publique (Oclaesp) est un service de police judiciaire de la Gendarmerie nationale française ayant pour vocation de s'intéresser à l'ensemble du contentieux découlant des atteintes portées à l'environnement et à la santé publique (pollutions maritimes, trafics d'espèces animales protégées, trafics de produits dopants ou de déchets toxiques, lutte contre l'orpaillage illégal en Guyane, contrefaçons de médicaments, trafics d'organes...).
Il a été créé par le décret no 2004-612 du 24 juin 2004.

## Missions
Tout comme l'Office central de lutte contre le travail illégal (OCLTI), l'Office central de lutte contre la délinquance itinérante (OCLDI) et l'Office central de lutte contre les crimes contre l'Humanité, les génocides et les crimes de guerre (OCLCH), il dépend de la sous-direction de la Police judiciaire de la direction générale de la Gendarmerie nationale. Il entretient aussi des relations internationales opérationnelles dans son domaine de compétence, et il est à ce titre le point de contact national français d'Interpol et d'Europol. Il est de plus à l'origine de l'adoption, en juin 2010, de conclusions du Conseil de l'Union européenne en matière de lutte contre les trafics de déchets ainsi que, fin 2010, de l'organisation à Paris du premier séminaire international relatif aux trafics agroalimentaires.
Enfin, l'arrêté du 7 mai 2012, pris pour l'application de l'article 33 de la loi no 2006-64 du 23 janvier 2006 relative à la lutte contre le terrorisme, lui octroie, ainsi qu'à d'autres services de la Gendarmerie et de la Police nationale, certaines compétences en matière de lutte contre le terrorisme (menaces NRBC en l'occurrence).
L'OCLAESP dispose de locaux à Arcueil dans le département du Val-de-Marne. Son action s'appuie également sur 9 détachements dont 6 en France métropolitaine (Rennes, Bordeaux, Metz, Marseille, Lyon et Valenciennes) et 3 en outre-mer (Guyane, Polynésie française et La Réunion). 